# Ingalik
Ingalik (suvremeni naziv Deg Hit'an) je pleme Atapaska iz unutrašnjosti Aljaske, u bazenima gornjeg Kuskokwima i donjeg Yukona. Ovo područje, dijelom planinsko dijelom pod tundrom, bogato je životinjskim svijetom, ribom, karibuima, losovima, medvjedima i drugom divljači od kojih ovisi opstanak ovog plemena. Osgood (1934.) Ingalike dijeli na 4 grane: Anvik-Shageluk, Bonasila, Holy Cross-Georgetown i McGrath. Ingaliki su pod jakim eskimskim utjecajem, od kojih su preuzeli odjeću (parka-vjetrovke, hlače) i neke predmete njihove materijalne kulture, harpunu i bacač koplja, naprava poznata na američkom jugozapadu kao atl-atl. Kanui su im od brezove kore a zimske nastambe polupodzemne, prekrivene zemljom. Sela imaju posebno izgrađene kolibe za dimljenje lososa. Zimi se Ingaliki kreću na saonicama. Ljetna nastamba, obično je konstruirana od omorikine kore. Ovdje treba dodati i kashim, on je tipičan eskimskim zajednicama. To je polupodzemna koliba namijenjena za održavanje javnog seoskog života tokom zime. Kashim je naravno muškaračka kuća, i žena nema što tražiti u njoj. Šamanizam je također sličan eskimskom. Poznaju i potatch-ceremonije čije je središte Sjeverozapadna obala u zemlji Haida, Tlingita i Kwakiutla i Tsimshiana. Godine 1888. u Holy Crossu je utemeljena misija za Ingalike.
Ingalika je 1700 bilo oko 1,500, procjena je NAHDB-a; 600 (1900); 800 (2000). Plemenu je broj spao napola kada ih je 1838. pogodila epidemija boginja

## Lokalne grupe
Ingliki se danas dijele na nekoliko lokalnih grupa, to su: 
- Kolchan nastanjeni u selima Nikolai, Telida i McGrath. Zvani su i Upper Kuskokwim, i obično od susjeda nazivani generalnim imenom Ingalik. Sastoje se od bandi: East Fork, Nikolai, Takotna, Tatlawiksuk, Telida-Minchumina i Vinasale. -Oni zacijelo čine posebno pleme.
- Grupa Holikachuk poznata je i kao Innoka-khotana.

## Sela
- Akmiut, blizu Kolmakofa na Kuskokwim Riveru.
- Anvik, na slivu Anvika i Yukona.
- C'hagvagchat, na izvorima Anvika
- Inselnostlinde, na Shageluk Riveru.
- Intenleiden, na lijevoj obali Shageluk Rivera.
- Khugiligichakat, na Shageluk Riveru.
- Khunanilinde, kod izvora Kuskokwim Rivera.
- Koserefski, na lijevoj obali Yukona, kod ušća Shageluk Slough, kasnije selo Ikogmiut Eskima.
- Kuingshtetakten, na Shageluk Riveru.
- Kvigimpainag, na istočnoj obali Yukon River, 20 milja od Kvikaka.
- Nnpai, na sjevernoj obali Kuskokwim Rivera.
- Palshikatno, na Innoko Riveru.
- Tigshelde, na Innoko Riveru.
- Tlegoshitno, na Shageluk Riveu.
- Vagitchitchate, kod ušća Innoko Rivera.

## Vanjske poveznice
- Ingalik
- Ingalik Indians  Arhivirana inačica izvorne stranice od 17. ožujka 2006. (Wayback Machine)